# Physconia isidiigera
Physconia isidiigera är en lavart som först beskrevs av Alexander Zahlbruckner, och fick sitt nu gällande namn av Essl. Physconia isidiigera ingår i släktet Physconia och familjen Physciaceae.   Inga underarter finns listade i Catalogue of Life.